# Ferrocarril Verapaz y Agencia del Norte Limitada

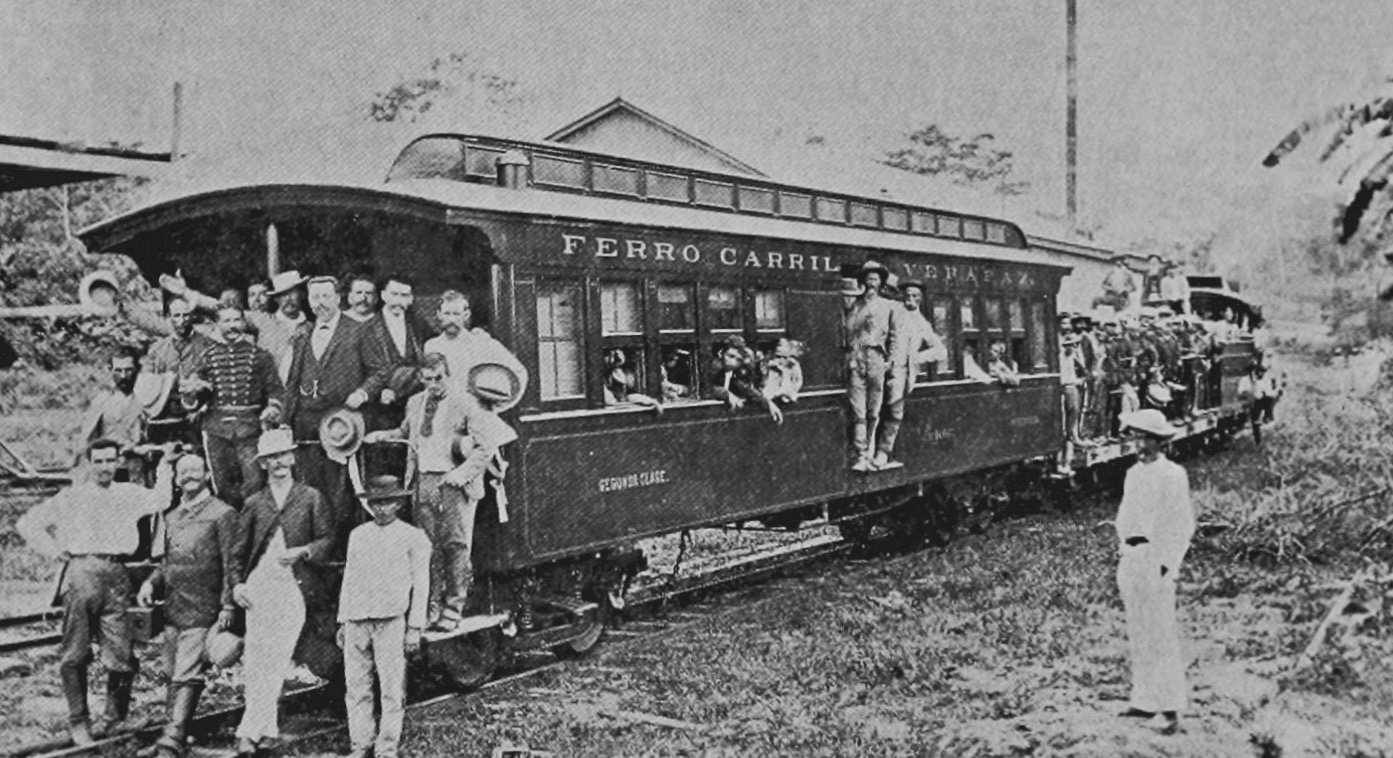
Eröffnungsfahrt, 1895

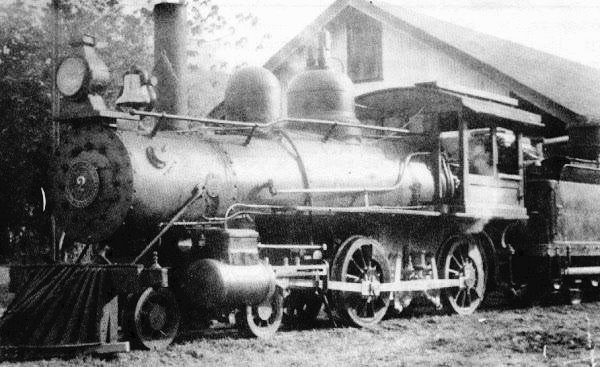
Dampflokomotive der Ferrocarril Verapaz in Panzós

Ferrocarril Verapaz & Agencia del Norte Limitada war ein Ende des 19. Jahrhunderts von deutschen Einwanderern in Guatemala gegründetes Eisenbahnunternehmen. Es baute und betrieb die Eisenbahnstrecke Panzós-Tucurú im Süden von Alta Verapaz.

## Geschichte
Am 15. Januar 1894 wurde ein Vertrag zum Bau der Schmalspurbahn von der Regierung von Guatemala unter José María Reina Barrios und Walter Dauch, dem Vertreter der Firma Ferrocarril Verapaz & Agencia del Norte Limitada unterzeichnet. Diese errichtete 1895 die 30 Meilen lange Kapspur-Strecke im Tal des Río Polochic zwischen dem Binnenhafen bei Panzós im Osten und dem Ort Pancajché bei Tucurú im Westen. Die wichtigste Aufgabe des Unternehmens war es, Kaffee von den Fincas deutscher Einwanderer in Alta Verapaz durch das Polochic-Tal nach Panzós zu bringen. Ab Panzós ist der Polochic schiffbar. Knapp 40 Kilometer weiter östlich mündet der Fluss in den Izabal-See, welcher über den Río Dulce mit der Karibik verbunden ist. Im Gegenzug nutzte man diesen Verkehrsweg zum Import von Waren aus Deutschland.
Mittwochs legte in Panzós ein Schiff mit geringem Tiefgang an, das vom Karibikhafen Livingston kam. Der Bahnhof Panzós war an der Anlegestelle. Nach Fahrplan fuhr der Zug montags und donnerstags von Panzós nach Pancajché. Die Zwischenstationen waren Santa Rosita (Telemán), Tuxilá und Papalhá. Die Dampflokomotive zog zwölf Waggons, darunter Personenwagen. Der Heizer, José Knight, befeuerte die Lok mit Brennholz.
Von besonderer Bedeutung war die Verbindung für die Fincas von Actelá: Los Alpes, Samilhá und Westfalia (La Jinayá de Virgilio Rodríguez Macal). Neben Kaffee und Holz wurden unter anderem auch Indigo-Fässer befördert. Den Indigo-Farbstoff produzierten die Dieseldorffs aus dem Dorf Tuxilá aus Indigofera.
Die Bahnstrecke wurde 1943 auf Druck der USA verstaatlicht und auch das Unternehmen ging an die Regierung Guatemalas, die es 1956 in Ferrocarril Verapaz y Servicios Anexos umbenannte. Am 3. September 1965 wurde der Betrieb der Bahn eingestellt.